# Ichneumon suspiciosus
Ichneumon suspiciosus là một loài tò vò trong họ Ichneumonidae.